# Fonds de cohésion
Le Fonds de cohésion, créé en 1994, est l'un des fonds structurels et d'investissement européens de l'Union européenne, destiné aux États membres dont le produit national brut (PNB) par habitant est inférieur à 90 % de la moyenne communautaire.

## Objectifs et thématiques
Ce Fonds structurel européen a pour but de les aider à réduire leurs difficultés économiques ainsi qu’à stabiliser leur économie. 
Il peut financer à hauteur de 85 % les dépenses éligibles de vastes projets consacrés à l’environnement ou aux infrastructures de transport, ce qui vise à renforcer la cohésion et la solidarité à l’intérieur de l’Union européenne. 

## Budget et pays concernés

Pays recevant des fonds de cohésion entre 1994 et 2004.

Pays recevant des fonds de cohésion entre 2014 et 2020. L'Espagne n'est plus admissible aux fonds de cohésion à partir de 2014.

Sur la période de 1994 à 1999, le fonds de cohésion concernait uniquement la Grèce, l'Espagne, l'Irlande et le Portugal.
Sur la période entre 2000 et 2006, le fonds de cohésion avait un budget de 28,212 milliards d’euros. Sur cette période, 3,388 milliards ont été alloués à la Grèce, 12,357 milliards à l'Espagne, 584 millions à l'Irlande, 3,388 milliards au Portugal. À partir de 2004, l'Irlande n'est plus éligible au fonds de cohésion, son PIB ayant dépassé la moyenne communautaire. Sur la période 2004 à 2006, période marquée par l'arrivée de 10 nouveaux pays membres, le fonds de cohésion avait un budget de 15,9 milliards d’euros. Sur cette période, 936 millions ont été alloués à la République tchèque, 309 millions à l’Estonie, 54 millions à Chypre, 515 millions à la Lettonie, 608 millions à la Lituanie, 1,113 milliard à la Hongrie, 22 millions à Malte, 4,179 milliards à la Pologne, 189 millions à la Slovaquie, 571 millions à la Slovénie. 
Le fonds de cohésion a concerné entre 2007 et 2013, la Bulgarie, la Roumanie, Chypre, l’Espagne, l’Estonie, la Grèce, la Hongrie, la Lettonie, la Lituanie, Malte, la Pologne, le Portugal, la République tchèque, la Slovaquie et la Slovénie. Son budget était de 70 milliards d'euros.
Durant la période 2014 à 2020, le fonds de cohésion possède un budget d'un montant de 63,4 milliards d'euros. Sur cette période, 2,278 milliards d'euros ont été alloués à la Bulgarie, 6,259 milliards d'euros à la République tchèque, 1,073 milliard d'euros à l'Estonie, 3,250 milliards d'euros à la Grèce, 2,559 milliards d'euros à la Croatie, 269 millions d'euros à Chypre, 1,349 milliard d'euros à la Lettonie 2,048 milliards d'euros à la Lituanie, 6,025 milliards d'euros à la Hongrie, 218 millions d'euros à Malte, 23,208 milliards d'euros à la Pologne, 2,862 milliards d'euros au Portugal, 6,935 milliards d'euros à la Roumanie, 895 millions d'euros à la Slovénie et 4,168 milliards d'euros à la Slovaquie
« Pour le prochain budget à long terme de l'UE, couvrant la période 2021-2027, la Commission propose de moderniser la politique de cohésion, qui est la principale politique d'investissement de l'UE et l'une des expressions les plus concrètes de son action de solidarité ».

## Sources

## Compléments